# Hermonassa cyanolepis
Hermonassa cyanolepis är en fjärilsart som beskrevs av Charles Boursin 1967. Hermonassa cyanolepis ingår i släktet Hermonassa och familjen nattflyn. Inga underarter finns listade i Catalogue of Life.